# Petrache Poenaru
Petrache Poenaru (Benești, 10 de enero de 1799-Bucarest, 2 de octubre de 1875) fue un pedagogo, inventor, ingeniero y matemático rumano, miembro titular de la Academia Rumana.

## Primeros años
Nacido en Benești, en el condado de Vâlcea, el 10 de enero de 1799, acudió a las oraciones de Tudor Vladimirescu a estudiar a Viena, y después a París, donde estudió filología y ciencias técnicas . 

## Invenciones
Durante sus estudios, patentó la primera caja de tanques del mundo, primero en Viena, luego en París (patente 3208, 25 de mayo de 1827), con el título Endless Porter Count, alimentándose con tinta (pluma portátil que no se acaba, que se alimenta ella misma con tinta) . Sin embargo, la invención no se produjo de forma continuada, por lo tanto, el título de inventor de la pluma se le atribuye a Lewis Edson Waterman .

## Primer rumano que viajó en tren
El 15 de septiembre de 1830, se abre en Inglaterra el primer ferrocarril del mundo, que conectó las ciudades Liverpool y Manchester. El 27 de octubre de 1831  el joven Petrache Poenaru, dijo entre otras cosas: 

"Hice este viaje con un nuevo medio de transporte, el cuál es una de las maravillas de la industria del siglo."
Petrache Poenaru

## Contribuciones introducidas a la educación rumana
Fue uno de los organizadores de la educación nacional rumana, el fundador del Colegio Nacional Carol I en Craiova . En su juventud fue secretario personal de Tudor Vladimirescu y más tarde, al regresar al país después de viajes que realizó y de sus estudios técnicos, se involucró en áreas relacionadas con la educación, la administración y la innovación. Entre 1834 y 1836 estuvo insistiendo en la introducción del sistema métrico decimal en Muntenia.Junto con otras personas prominentes, contribuyó al establecimiento de la Escuela de Agricultura en Pantelimón en 1835. Desde el cargo de miembro de la Eforia de las Escuelas Nacionales en 1850, se convirtió en cofundador de la Escuela de Puentes y Carreteras (la actual Universidad de Construcciones de Bucarest). En 1870, hasta el final de su vida, fue elegido miembro de la Academia Rumana. En su discurso, en la recepción en la Academia Rumana, afirmó que en los 5 meses en los que fue gánster (criminal de carrera que en cierto momento se convierte casi invariablemente en miembro de una organización criminal violenta y persistente) y haiduc (tipo de infantería irregular campesina que se encontraba en Europa central y sudoriental desde principios del siglo XVII hasta mediados del siglo XIX) cambió por completo su destino y mantuvo esos grandes momentos en su corazón de por vida.

## El primer periódico rumano
La hoja de propaganda del ejército de Tudor Vladimirescu, publicada por iniciativa suya, significaba no solo el primer periódico de propaganda rumano, como su nombre indica, sino también uno de los primeros ejemplos en la historia de la prensa escrita en Rumanía que presenta correctamente los ideales revolucionarios de Tudor.

## Revolución de 1848
Petrache Poenaru participó en la Revolución de 1848 y formó parte de la Comisión para liberar a los siervos. Firmó la página Poenaru sobre el primer comunicado de la comisión del 12 de julio de 1848, junto a Losafat Snagoveanul y Cezar Bolliac (documento original del Museo Nacional de Historia  de Rumanía).
Desde 1856 fue venerable de una lógica masónica de Bucarest. Se convirtió en una persona cercana del gobernante Alexandru Ioan Cuza. 
Uno de sus descendientes conocidos es la escritora Alice Voinescu (1885-1961) nacida en Turnu Severin.
Desde 2009 lleva el nombre Petrache Poenaru una parada de la línea M1 del Metro de Bucarest cercana a la Universidad Politécnica de Bucarest. El nombre previo de esta estación, abierta en 1979, era Semănătoarea.